# Alferakijeva palača
Alferakijeva palača je muzej v ruskem Taganrogu, prvotno dom premožnega trgovca Nikolaja Alferakija. Leta 1848 ga je zgradil arhitekt Andrej Stackenschneider na ulici Frunze (nekdanja Katoličheskaja) v središču Taganroga.
Stavba je okrašena s portalom s štirimi korintskimi stebri in štukaturami v neobaročnem slogu. V notranjosti je večsobno stanovanje, skupaj s prostorno glasbeno dvorano s sliko na stropu.

## Zgodovina
Prvi lastniki palače so bili Nikos Alferakis, ki se je rodil v Taganrogu z družino. Mihail Ščepkin je ostal v Alferakijevi palači julija 1863. V 1870-ih, potem ko je družina Alferaki propadla, je bila palača prodana grškemu trgovcu Negroponteju. Vrt je bil prodan trgovski skupnosti. Ponovno so palačo odprli kot Trgovsko skupščino. Anton Pavlovič Čehov (kot učenec Deške gimnazije) je leta 1876 obiskoval koncerte v Trgovskem klubu, kasneje pa je palačo omenil v zgodbah Ivanček, Maska in Moje življenje.
Od februarja do aprila 1918 je bil dvorec sedež sovjetskega sveta delavcev v Taganrogu.
Kasneje med okupacijo leta 1918 je bila v palači nemška vojna bolnišnica, leta 1919 pa osebje Antona Ivanoviča Denikina.
Po vzpostavitvi sovjetske oblasti v Taganrogu so bile v stavbi nameščene različne institucije. Po letu 1927 je bil v njej Muzej za regionalne študije (leta 1898 ga je ustanovil Anton Čehov).
V času okupacije Taganroga so nemške okupacijske oblasti izropale celotno zbirko ruske umetnosti ter 339 drugih umetniških predmetov.
Alferakova palača je bila obnovljena v letih 1991–1996 in je zdaj odprta za javnost kot Muzej za regionalne študije, čeprav je bolj znana pod imenom Palača Alferaki.
Prostorno dvorano z neverjetno akustiko občina uporablja tudi za uradne slovesnosti, zlasti vsakoletna slovesnost župana Taganroga v čast najboljšim maturantom.

## Pogledi na palačo
- Trgovska skupščina v nekdanjem dvorcu Alferaki, začetek 20. stoletja
- Fotografija posneta leta 2006.
- Vrata na dvorišče palače Alferaki (z ulice Ulitsa Frunze), fotografija posneta leta 2006.
- Fotografija posneta leta 2008.

## Muzejske zbirke
Osnova muzejskih zbirk je sestavljena iz fondov, povezanih s slavnimi zgodovinskimi ali umetniškimi osebnostmi, vključno z avtentičnimi osebnimi predmeti ruskih carjev Aleksandra I. Ruskega in Petra I. Ruskega, dramatika in pesnika Nestorja Kukolnika, ustanovitelja ruske heraldike Aleksandra Lakierja, velike igralke Faine Ranevskaje, avtorja otroških knjig Ivana Vasilenka, romantičnega skladatelja Ahila Alferakija, generala Paula von Rennenkampfa in mnogih drugih.
- Zbornica v palači Alferaki s portreti guvernerjev in županov Taganroga iz 19. stoletja.
- Projekt trdnjave svete Trojice in pristanišča Taganrog (izdelal avstrijski inženir baron Ernst Friedrich von Borgsdorf).
- Portret Jelizavete Aleksejevne (fragment, rahlo obrezan), rojena Louise iz Badna, žena Aleksandra I. Ruskega.
- Portret general majorja Aleksandra Remija, prijatelja Mihaila Lermontova
- Portret Ioannisa Varvakisa, pripisan Vladimirju Borovikovskemu
- Guverner Balthasar von Campenhausen
- General Ivan Krasnov.
- Vojni plen generala Paula von Rennenkampfa